# Фикрет Мујкић
Фикрет Мујкић (Сарајево, 13. мај 1949) бивши је југословенски и босанскохерцеговачки фудбалер.

## Биографија
Прве фудбалске кораке је направио у сарајевском Жељезничару. Играо је за први тим Жељезничара, који је 1972. године постао првак државе. Носио је дрес загребачког Динама. Био је интернационалац у холандској НАК Бреди и грчком Панатинаикосу. Играчку каријеру је завршио у друголигашу Босни из Високог.
Рекордер је по броју одиграних утакмица у младој репрезентацији Југославије, чак 45 пута, док је за олимпијски тим наступио 23 пута. За А тим репрезентације Југославије је играо на пет утакмица и постигао један гол. Дебитовао је 19. децембра 1968. против Бразила у Бело Хоризонтеу (2:3), а од „плавих“ се опростио 12. априла 1970. против Мађарске у Београду (2:1).
Након што се повукао из фудбала, Мујкић је заједно са својим братом држао кафану на сарајевској Башчаршији. Био је кратко у браку са Радмилом Живковић.
У песми групе Забрањено пушење „Пробушени долар” са њиховог албума из 1987. године Поздрав из земље Сафари спомиње се Ђулијано Пике, измишљени лик из Сарајева који је наводно инспирисан Фикретом Мујкићем.

## Голови за репрезентацију
Голови Мујкића у дресу са државним грбом.
| #  | Датум              | Место   | Противник | Гол | Резултат | Такмичење            |
| -- | ------------------ | ------- | --------- | --- | -------- | -------------------- |
| 1. | 3. септембар 1969. | Београд | Румунија  | 1:1 | 1:1      | пријатељска утакмица |

## Трофеји
- Жељезничар
  - Првенство Југославије: 1971/72.